# توماس سي. هاردن
توماس سي. هاردن هو سياسي أمريكي، (و. 1856 – 1925 م). نشط حزبياً في الحزب الديمقراطي. وقد انتخب عضو مجلس ولاية نيويورك ‏.